# Plymouth (Wisconsin)
Pour les articles homonymes, voir Plymouth.
Plymouth est une municipalité américaine située dans le comté de Sheboygan au Wisconsin.

## Géographie
Plymouth est située dans l'est du Wisconsin, sur la rivière Mullet (en).
Selon le Bureau du recensement des États-Unis, la municipalité s'étend en 2010 sur une superficie de 5,34 milles carrés (13,83 km2) dont 0,08 mille carré (0,21 km2) d'étendues d'eau.

## Histoire
La localité se développe autour de la taverne de Henry Davidson fondée en 1845. Cette taverne comprend également un bureau de poste nommé Plymouth, en référence à Plymouth (Connecticut) dont est originaire la famille Davidson. Selon une autre version, la ville est nommée d'après Plymouth dans le Massachusetts, elle-même nommée en référence à la ville anglaise.
La ville est officiellement fondée en 1851 sous le nom de Quitquioc. Elle est renommée Plymouth l'année suivante et devient une municipalité (en anglais : city) en 1877,. À l'intersection de plusieurs voies de chemin de fer, la ville se développe fortement dans les années qui suivent et adopte le surnom de « hub city ».
Le centre historique de Plymouth, qui comprend une cinquantaine de bâtiments commerciaux construits entre 1858 et 1962, est inscrit au registre national des lieux historiques. Sont également inscrits sur le registre : la maison et le château d'eau de Henry H. Huson (1870), les bâtiments de la S & R Cheese Company (1891), l'hôtel Laack (1892-93), la grange de Rudolph Lueder (1916) et le bureau de poste (1941).

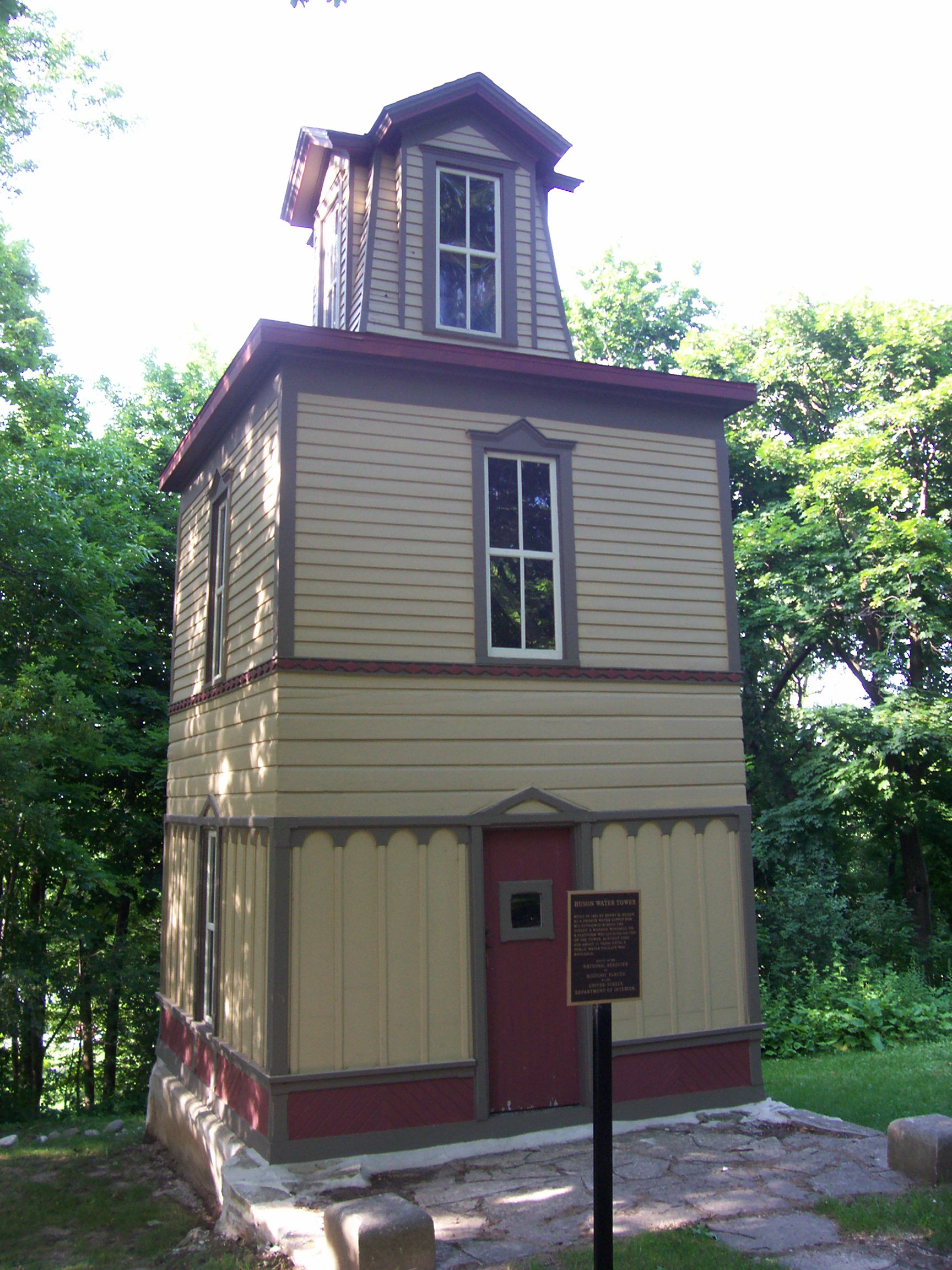
Le château d'eau Hudson
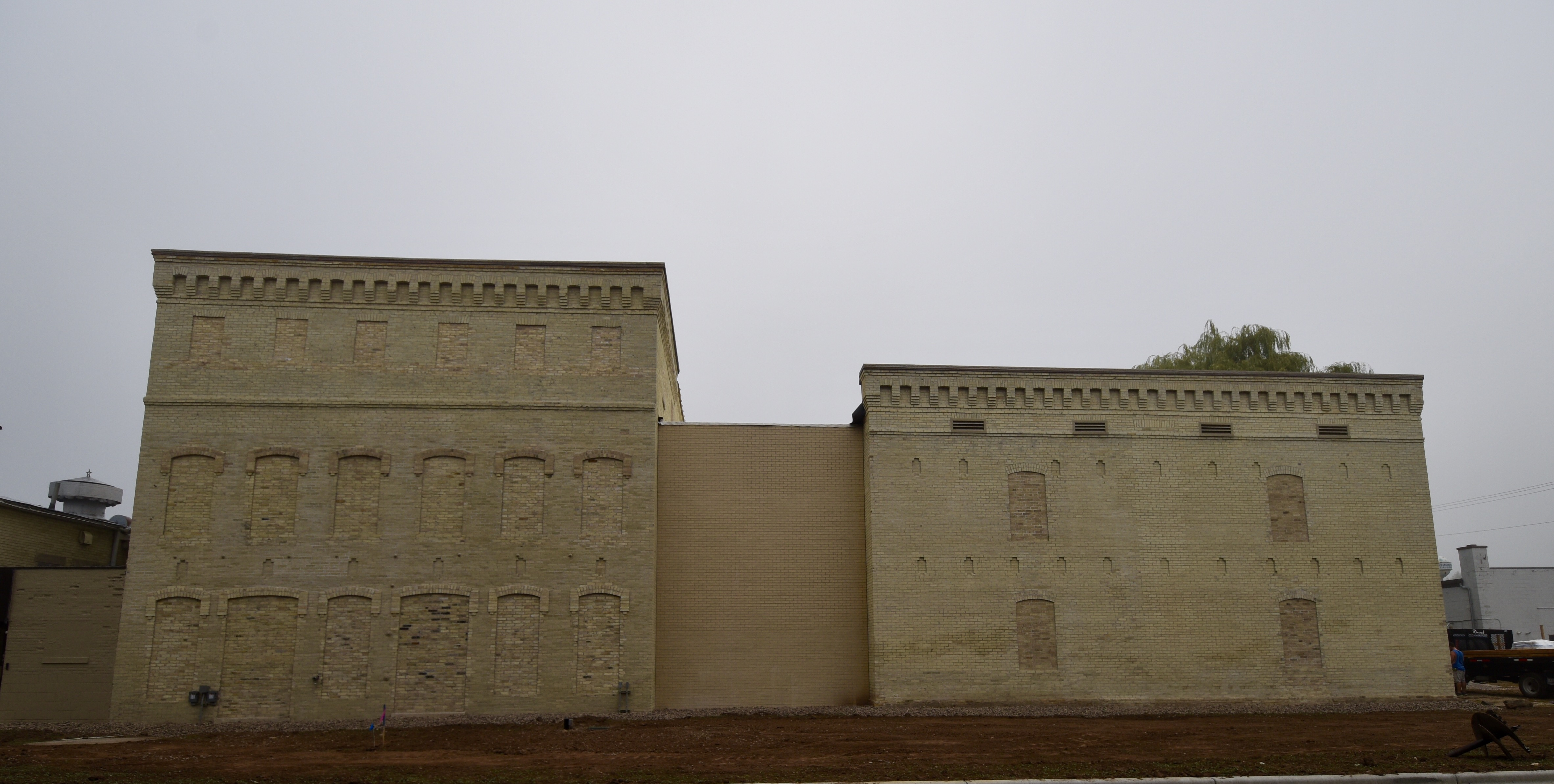
La S & R Cheese Company
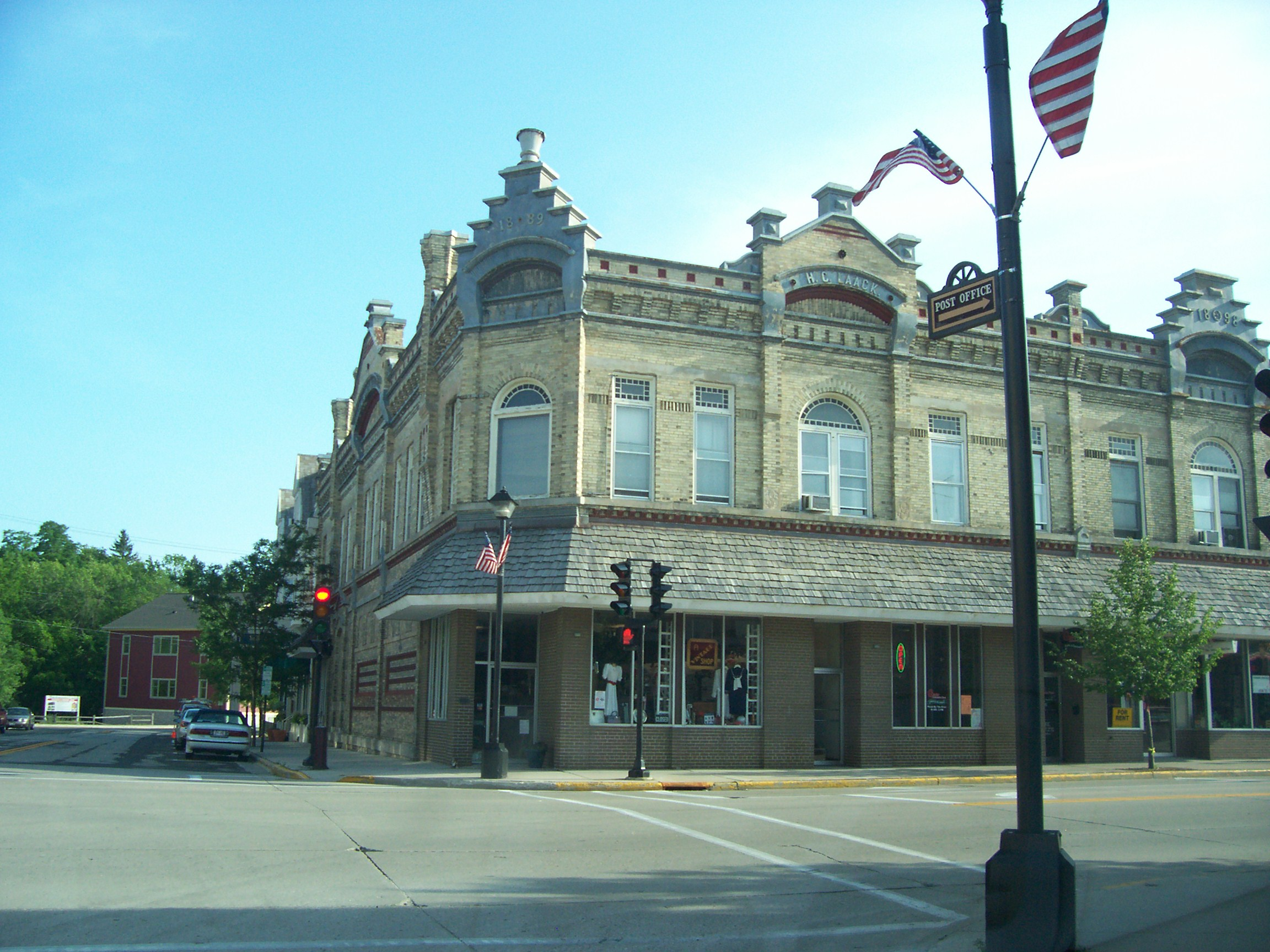
L'hôtel Laack
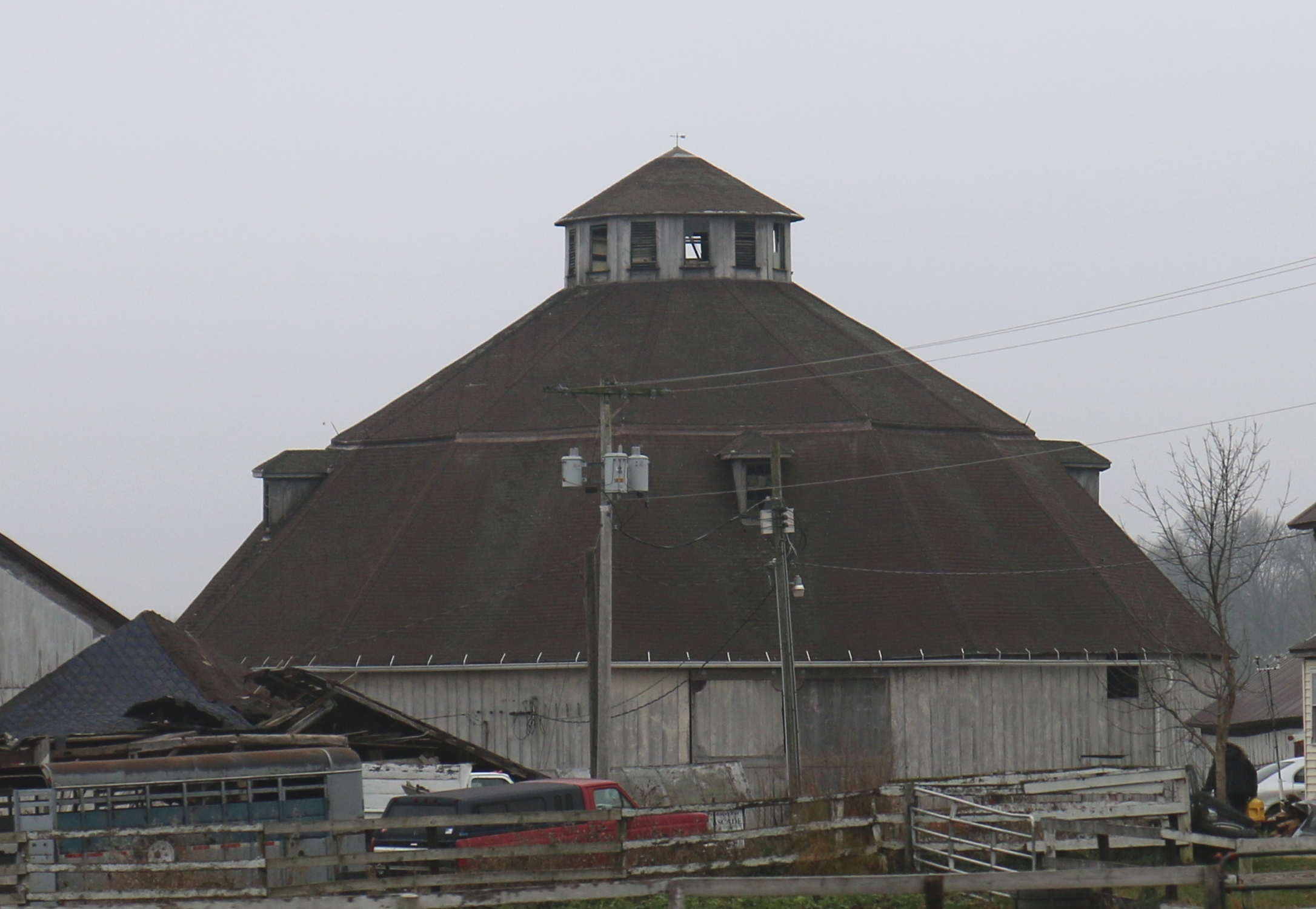
La grange Lueder
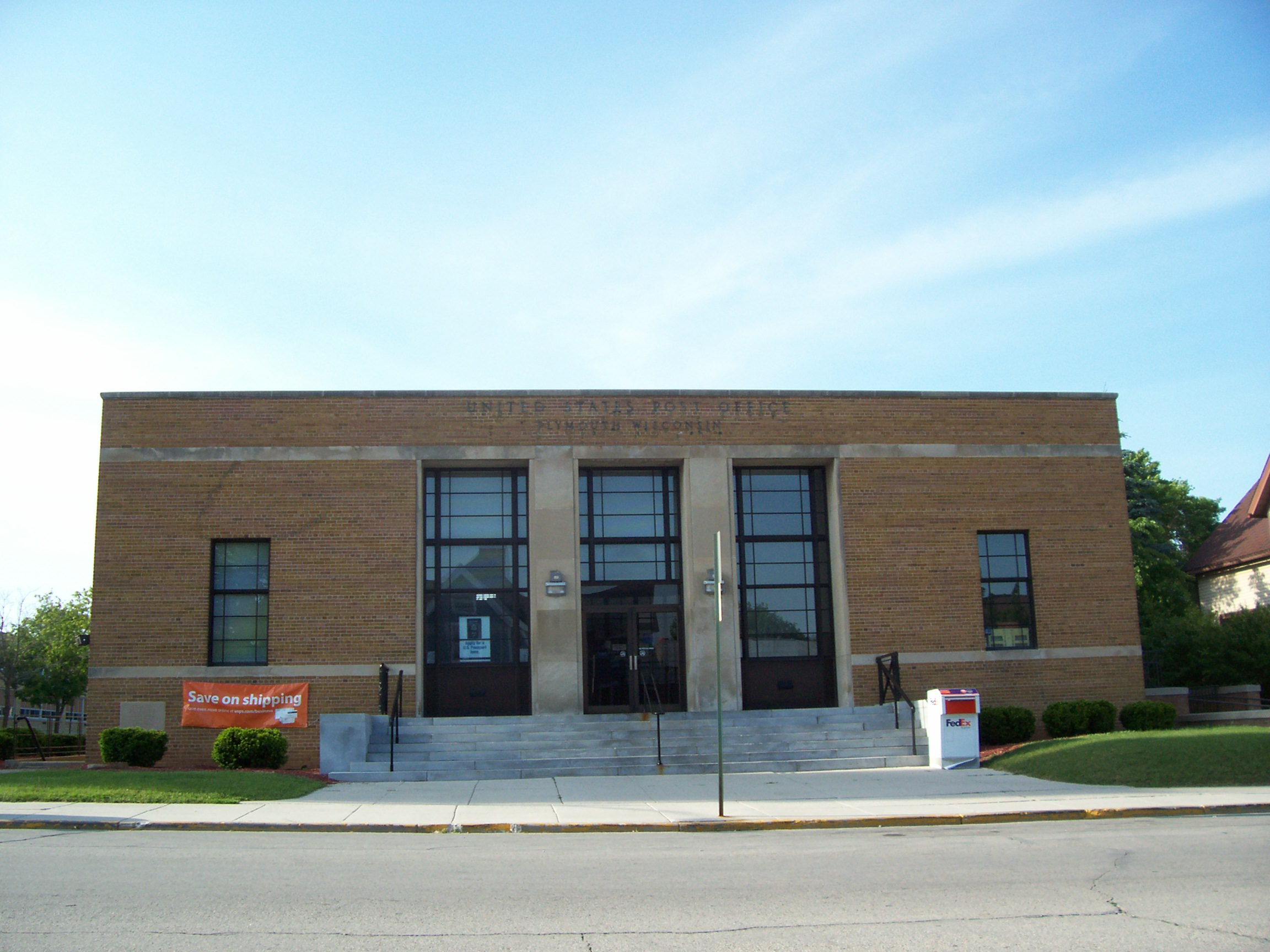
La poste

## Économie
Plymouth est parfois appelée « la capitale mondiale du fromage », un surnom adopté dans les années 1930. En effet, entre 10 et 15 % de la production nationale de fromage est transformée autour de la ville.

## Démographie
Lors du recensement de 2010, la population de Plymouth est de 8 445 habitants. Elle est estimée à 8 542 habitants au 1er juillet 2017.
| Groupe          | Plymouth (2016) | Wisconsin (2017) | États-Unis (2017) |
| --------------- | --------------- | ---------------- | ----------------- |
| Blancs          | 95,4            | 87,3             | 76,6              |
| Afro-Américains | 0,9             | 6,7              | 13,4              |
| Asiatiques      | 1,6             | 2,9              | 5,8               |
| Métis           | 1,6             | 1,9              | 2,7               |
|                 |                 |                  |                   |
| Hispaniques     | 3,2             | 6,9              | 18,1              |

Le revenu par habitant était en moyenne de 27 407 dollars par an entre 2012 et 2016, inférieur à la moyenne du Wisconsin (29 253 dollars) et à la moyenne nationale (29 829 dollars). Sur cette même période, 8,5 % des habitants de Plymouth vivaient sous le seuil de pauvreté (contre 11 % dans l'État et 12 % à l'échelle des États-Unis).